# Assalto ao Santa Maria
Assalto ao Santa Maria é um filme português realizado por Francisco Manso, com Leonor Seixas, Alfonso Agra e João Cabral nos principais papéis.

## Elenco
- Carlos Paulo ... Henrique Galvão
- Leonor Seixas… Ilda
- Alfonso Agra… Sottomaior
- João Cabral…
- António Pedro Cerdeira… Mortágua
- Pedro Cunha… Zé Ramos
- Maria d'Aires… Amália Enes
- Vítor Norte ... Alfredo Enes